# 雪之进军
《雪之进军》（日语：雪の進軍）是一首明治時期到大正時期大日本帝國陸軍的軍歌，由永井建子作词、作曲于威海卫之战。因其带有军歌中少有的反战、厌战情感，在加上昭和時期也因太平洋战争的爆发，爾后此歌於戰爭期間被下令禁止演唱。

## 背景
这首歌是甲午战争时期，在日本陆军第二军司令部担任军乐队员的永井建子根据自己的亲身经历所作的歌曲。在1895年1月进行的威海卫之战中，在前线的日本士兵因缺少加热和保暖设备而常被冻伤，同时也缺乏食物、水和燃料等物资，不仅寒冷还要遭受饥饿。《雪之进军》正是反映了这样一种绝望的感受。它是一首反战歌曲，与当时其它的军歌十分不同。虽然《雪之进军》在很长的一段时间内被士兵们所喜爱并传唱。更有大山巖陆军大将（即第二军的司令官）在临终前也听着这首歌的传闻。但它也被认为是“缺乏勇气”的象征。进入昭和时代后，歌词的最后一句“反正（上级）也没打算让我活着回去”被改成了“反正我也没打算活着回去”以减轻厌战的气氛，在太平洋战争期间更是被禁止演唱。二战后，以八甲田雪中行軍遭難事件为题材改编的电影《八甲田山》采用了这首歌作为插曲。

## 大众文化
在电视动画《少女与战车》的第九集和第五部OVA中，秋山优花里與艾爾文无伴奏演唱了这首歌（最后一句使用“反正我也没打算活着回去”）。在剧场版中被作为知波单学园的主题曲。

## 歌词
| 1 2 3 4 () | 1 踏着冰在雪中进军， 哪里是河哪里是路我都不知道。 马死了，不能随便丢掉不管。 这里是什么地方？到处都是敌人的国家。 管它的！壮着胆子抽根烟。 无依无靠啊，烟都只有两根了。 2 没烤熟的干鱼，夹生的米饭。 我的这条命，勉勉强强就靠这些东西。 寒冷的篝火，难以忍耐。 潮湿的木头生着火，当然很呛人。 阴沉着脸，谈功名。 能够称得上精粹的东西，只有梅干一枚。 3 只穿着贴身的衣服，那舒适的床铺， 就是背囊枕头上的外套呀！ 后背的体温融化了雪， 寝具下黍谷壳浸润得湿漉漉。 难以进入露营的梦乡， 冰冷的月亮，偷偷的看着我。 4 因为要献出生命，亲身出征的缘故 虽然做好了死的觉悟呐喊冲锋， 但如果武运不佳，阵亡的话， 織着“义理”的恤兵丝绵， 便會慢慢的缠在脖子上。 (現在便慢慢纏在脖子上。) 反正也没打算让我活着回去。 (反正我也没打算活着回去。) |

#### 歌词注解
1. ↑  音同“酸”
2. ↑  “义理”是裹尸布上所特有，为表达吊唁抚恤之意的文字